# Podbrzezie (województwo małopolskie)
Podbrzezie – osada w Polsce położona w województwie małopolskim, w powiecie nowotarskim, w gminie Czorsztyn.
W latach 1975–1998 miejscowość administracyjnie należała do województwa nowosądeckiego.
Na jej terenie w latach 90. XX wieku urządzono ośrodek skansenowo-turystyczny Osadę Czorsztyn. Działa również przystań żeglarska Podhalańskiego Towarzystwa Żeglarskiego.